# 曲舞
曲舞（くせまい）は、中世に端を発する日本の踊り芸能のひとつで、南北朝時代から室町時代にかけて流行した。単に「舞」と称することもあり、「久世舞」「九世舞」などとも表記する。幸若舞の母体になった舞である。

## 概要
曲舞の起源は不詳であるが、15世紀末から16世紀初頭にかけて成立したとみられる『七十一番職人歌合』には白拍子と対にして描かれており、両者の服装や囃子などの共通点から、平安時代末期に成立した白拍子舞に源流を求める見解がある。
曲舞は、ストーリーをともなう物語に韻律を付して、節と伴奏をともなう歌舞であり、踊り手には稚児と男があった。児舞は水干、大口、立烏帽子の服装、男舞は水干にかわって直垂を着用して、扇を手にもつスタイルを基本とした。また、男装した女性による女曲舞もあった。
謡曲の『山姥』や『百万』は古来の曲舞の様相を現代に伝えるとの評がある一方、室町時代の中期以降は、特にその一流派である幸若というスタイルで継承されてゆくこととなった。